# روبرت هارولد جنكينز
روبرت هارولد جنكينز هو سياسي كندي، ولد في 30 يونيو 1873، وتوفي في 5 نوفمبر 1939. حزبياً، نشط في الحزب الليبرالي الكندي. وقد انتخب عضو مجلس العموم الكندي.